# Movimiento de Izquierda Nacional
El Movimiento de Izquierda Nacional (MIN) era un partido político boliviano de izquierda.

## Historia
En 1978, Luis Sandoval Morón se separó del Movimiento Nacionalista Revolucionario (MNR) y fundó el Movimiento de Izquierda Nacional. Sandoval Morón fue un miembro importante del MNR que gobernó el Departamento de Santa Cruz durante los años 1950.
El Movimiento de Izquierda Nacional apuntaba a ser una organización política de masas que dirige "la lucha por la liberación nacional del yugo imperialista y por la construcción de una sociedad libre y justa". Se denominaba hostil al "imperialismo estadounidense" y al "subimperialismo expansionista" de Brasil.
En las elecciones de 1978 y 1979, el Movimiento de Izquierda Nacional participó de la coalición electoral denominada Unidad Democrática y Popular que apoyaba a Hernán Siles Zuazo. En 1980 se alió con el Movimiento Nacionalista Revolucionario Unido y su candidato Guillermo Bedregal Gutiérrez.